# الساندریا دلا روکا
الساندریا دلا روکا (به ایتالیایی: Alessandria della Rocca) یک سکونتگاه مسکونی در ایتالیا است که در استان آگریجنتو واقع شده‌است.

## خصوصیات
الساندریا دلا روکا ۶۱ کیلومترمربع مساحت و ۳٬۷۸۷ نفر جمعیت دارد و ۵۳۳ متر بالاتر از سطح دریا واقع شده‌است.